# Ptinus wagnesi
Ptinus wagnesi là một loài bọ cánh cứng trong họ Ptinidae. Loài này được Pic miêu tả khoa học năm 1910.